# Steve Coogan
Stephen John "Steve" Coogan, född 14 oktober 1965 i Middleton i Greater Manchester, är en brittisk skådespelare, manusförfattare, imitatör och komiker. Hans mest kända roll är den dryge och självupptagne programvärden Alan Partridge i satirprogrammen Knowing Me, Knowing You... with Alan Partridge och I'm Alan Partridge.
Vid Oscarsgalan 2014 nominerades han till två Oscars i kategorierna Bästa manus efter förlaga och Bästa film för arbetet med Philomena.

## Filmografi (i urval)
- 1997–2002 – I'm Alan Partridge (TV-serie)
- 2001 – The Parole Officer
- 2002 – 24 Hour Party People
- 2003 – Coffee and Cigarettes
- 2004 – Jorden runt på 80 dagar
- 2005 – Tristram Shandy
- 2006 – Marie Antoinette
- 2006 – Natt på museet
- 2006 – The Alibi
- 2007 – Hot Fuzz
- 2008 – Finding Amanda
- 2008 – Tropic Thunder
- 2009 – What Goes Up
- 2009 – In the Loop
- 2009 – Natt på museet 2
- 2010 – Percy Jackson och kampen om åskviggen
- 2010 – Marmaduke
- 2010 – The Other Guys
- 2010–2016 – Mid Morning Matters with Alan Partridge (TV-serie)
- 2011 – The Trip
- 2011 – Our Idiot Brother
- 2012 – Ruby Sparks
- 2013 – The Look of Love
- 2013 – Dumma mej 2 (röst)
- 2013 – Alan Partridge - Alpha Papa
- 2013 – Philomena (även manus och produktion)
- 2014 – The Trip to Italy
- 2014 – Natt på museet: Gravkammarens hemlighet
- 2015 – Minioner (röst)
- 2015 – Happyish (TV-serie)
- 2016 – Shepherds and Butchers
- 2016 – Husdjurens hemliga liv (röst)
- 2016 – Rules Don't Apply
- 2017 – The Trip to Spain
- 2017 – Ideal Home
- 2017 – Dumma mej 3 (röst)
- 2018 – Helan & Halvan
- 2024 – The Penguin Lessons